# Нотация Конвея для узлов

Полный набор фундаментальных преобразований и операций с 2-плетениями вместе с элементарными плетениями 0, ∞, ±1 и ±2.

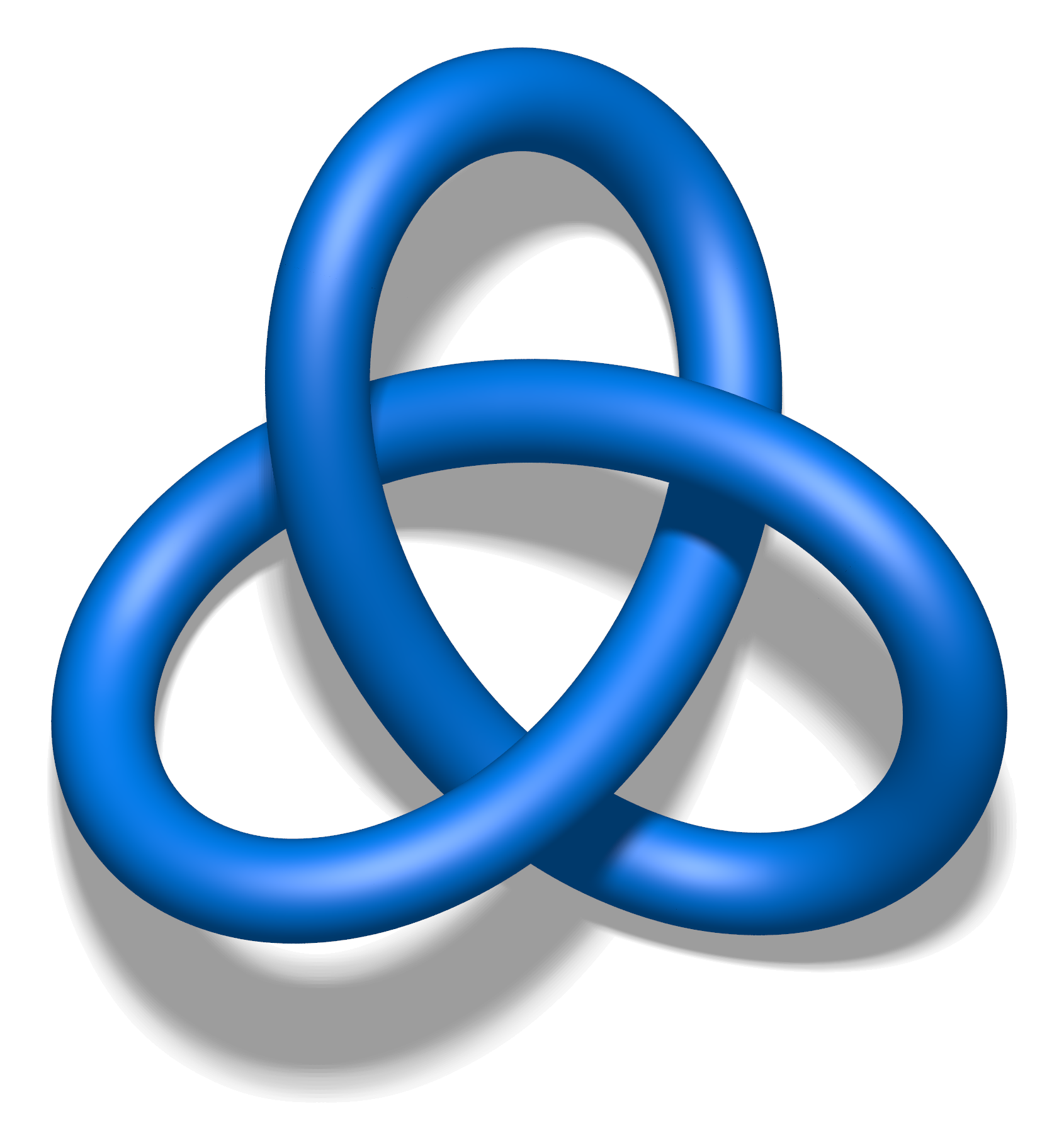
Трилистник записывается в нотации Конвея как «1^{*}3», или (в сокращённом варианте) просто «3».

Нотация Конвея  — это способ описания узлов, делающий многие свойства узлов очевидными. Нотация показывает строения узла, строя его с помощью некоторых операций над плетениями.
Нотацию разработал Джон Хортон Конвей.

## Основные концепции

### Плетения
Плетение (также связка или тангл, tangle) — объект, состоящий из нескольких нитей, каким-либо образом расположенных в ограниченной области пространства, с концами на границе этой области; как и узел, плетение можно изобразить в виде диаграммы на плоскости.
В нотации Конвея используются алгебраические 2-плетения. 2-плетение состоит из двух дуг, выходящих в 4 конца его диаграммы. «Алгебраические» означает, что они строятся с помощью операций из определённого набора, описанного ниже.
Простейшие алгебраические плетения — целые, которые состоят из нескольких идущих подряд одинаковых пересечений. Целые плетения обозначаются одним целым числом, обозначающим количество пересечений; знак числа зависит от типа этих пересечений. Если дуги не пересекаются, либо могут быть преобразованы в непересекающиеся дуги с помощью движений Рейдемейстера, то плетение обозначается 0 или ∞, в зависимости от его ориентации.

### Операции на плетениях
Если плетение a зеркально отразить относительно прямой северо-запад/юго-восток, полученное новое плетение обозначают как −a (заметим, что это отличается от плетения с обращёнными пересечениями). Плетения имеют три бинарные операции: сумма, произведение и  ветвление (ramification), однако все они могут быть выражены операциями сложения и вычитания. Произведение плетений a b эквивалентно −a+b, а ветвление a,b эквивалентно  −a+−b.
Несколько целых плетений, объединённых через ветвление, при замыкании внешних концов порождают кружевное зацепление.

### Базовые многогранники
Базовый многогранник в контексте нотации Конвея — это планарный граф без петель и кратных рёбер, каждая вершина которого имеет степень 4 (единственное исключение — базовый многогранник, именуемый 1*, представляющий собой единственную вершину с двумя петлями). Узел или зацепление получается подстановкой алгебраических плетений в вершины базовых многогранников. Таким образом, можно получить все узлы и зацепления с числом пересечений вплоть до данного, если рассмотреть базовые многогранники с достаточным количеством вершин и алгебраические плетения с достаточным количеством пересечений. Базовых многогранников с небольшим количеством вершин сравнительно мало: например, из базовых многогранников с количеством вершин до 10, кроме 1*, существует лишь по 1 многограннику с 6, 8 и 9 вершинами и 3 — с 10 вершинами (последовательность A078666 в OEIS).

### Запись нотации Конвея
Нотация Конвея требует, чтобы была определена нумерация вершин всех задействованных базовых многогранников и способ вставки плетений в эти вершины. Тогда запись узла или зацепления состоит из обозначения базового многогранника, за которым следуют обозначения алгебраических плетений, вставленных в его вершины, например: «8*2.1.3.4.1.1.5.1». Конвей разработал систему сокращений для этой записи, с учётом которой приведённый пример превращается в «8*2:3.4:.5».
Нотация Конвея неоднозначна в том смысле, что иногда можно изобразить узел или зацепление в виде двух различных диаграмм, имеющих минимальное количество пересечений каждая, но при этом записывающихся в нотации Конвея даже с различными базовыми многогранниками.